# Pierre-André Imbert
Pour les articles homonymes, voir Imbert.
Pierre-André Imbert, né le 25 mars 1970 à Saint-Maurice dans le Val-de-Marne, est un haut fonctionnaire français. Il est secrétaire général adjoint de la présidence de la République du 12 octobre 2020 au 19 décembre 2023

## Biographie

### Études et jeunesse militante
Pierre-André Imbert est le fils d’un médecin généraliste, exerçant dans le Val-de-Marne, et d’une commissaire de police. En 1986, à l'âge de 16 ans, il s'implique dans les manifestations contre la loi Devaquet sur les universités. Il rejoint le Mouvement des jeunes socialistes l'année suivante,.
Étudiant en économie, Pierre-André Imbert est diplômé d'un master d'économie du travail et d'un doctorat l'Université Paris 1 Panthéon-Sorbonne,. Au cours de ses études, il intègre le METIS ("Mutations, espace et environnement, travail et emploi, industries et services"), laboratoire hétérodoxe de l'université de Paris I, où il rencontre l’économiste Liêm Hoang Ngoc, alors maître de conférences, de six ans son aîné.
Une année plus tard, il se présente aux élections municipales du Kremlin-Bicêtre, où son père est médecin. Candidat malheureux à 74 voix près, il décide de quitter le PS pour rejoindre le Mouvement des citoyens de Jean-Pierre Chevènement. Là-bas, il fait la rencontre de Laurent Baumel, Didier Leschi, Clémentine Autain, et François Kalfon. Aux côtés de Liêm Hoang Ngoc, il écrit trois livres et lance en 1995 l'« Appel des économistes pour sortir de la pensée unique ». Avec ce dernier, il critique dans une tribune la politique d'austérité menée par Alain Juppé, et appelle à la réduction du temps de travail, à la hausse des salaires et au développement des services publics afin de construire une « croissance riche en emplois stables »,.

### Parcours professionnel
En 1995, Pierre-André Imbert entre au Ministère de l’Éducation et de la Recherche en tant qu'assistant de recherche (statut à préciser).
En 1999, il rejoint le comité scientifique d'Attac, où il défend les 35 heures et dénonce la décentralisation de la négociation collective.
Entre 1997 et 2002, il est conseiller de l'ancien premier secrétaire du PS Henri Emmanuelli à la présidence de la Commission des Finances de l'Assemblée. A la même période, il complète sa formation avec un maîtrise en administration des affaires à l'ESCP Europe.
Entre 2003 et 2007, il travaille au sein du cabinet de ressources humaines Altedia, alors dirigé par Raymond Soubie, en tant que directeur de projets, puis comme responsable de l'ingénierie sociale, des restructurations et des réindustrialisations entre 2007 et 2010.
En 2012, il rejoint l'équipe de Michel Sapin, alors ministre du Travail, en qualité de conseiller technique sur les entreprises et les mutations économiques, avant d'être nommé directeur du cabinet de François Rebsamen, puis bras droit de Myriam El Khomri en 2015,,. Il demeure au Ministère du Travail cinquante et un mois, durant lesquels passeront entre ses mains les lois sur la sécurisation de l'emploi, le dialogue social, le travail du dimanche, le compte personnel de formation mais également les trois versions de la loi El Khomri.
En 2016, il rejoint l'Inspection générale des Finances, où il travaille durant la campagne d'Emmanuel Macron sur le volet travail avec Antoine Foucher, directeur de cabinet de Muriel Pénicaud, Marc Ferracci, conseiller spécial auprès de la ministre du Travail, Jean Pisani-Ferry, commissaire général de France Stratégie et Jean-Dominique Simonpoli, ex-cégétiste, directeur général du think tank Dialogues,.
Il est nommé conseiller social d'Emmanuel Macron en 2017.
En octobre 2020, il devient secrétaire général adjoint de l’Élysée, poste occupé depuis 2017 par Anne de Bayser. Poste qu'il quitte en décembre 2023.
Depuis le 20 décembre 2023, il occupe le poste d'Ambassadeur de France en Australie. Émilie Piette lui succède à l'Elysée.